# Bekken van de Roode Beek

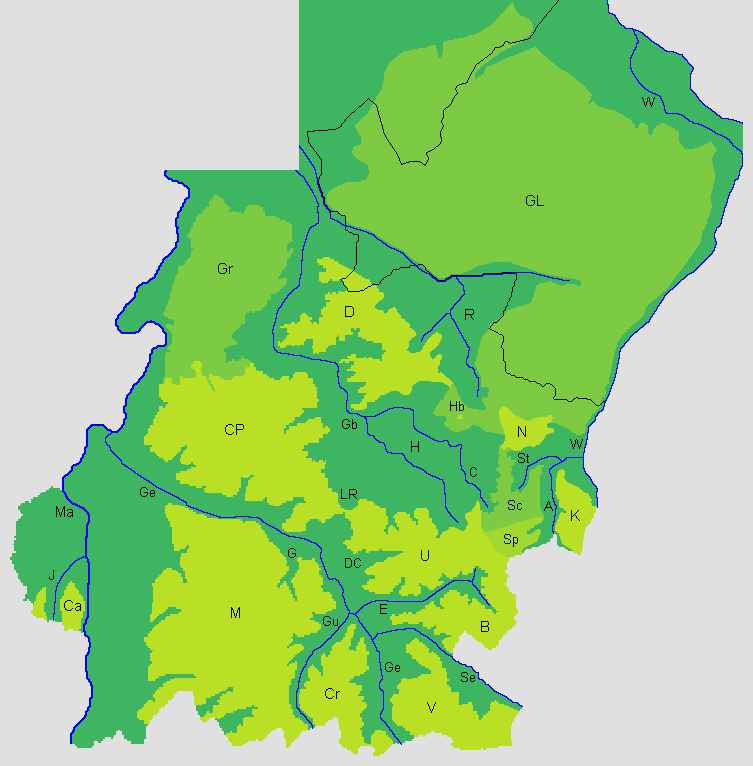
R. Bekken van de Roode Beek

Het Bekken van de Roode Beek of Dal van de Roode Beek is een laagte aan de noordoostzijde van de plateaus in Nederlands Zuid-Limburg. Het bekken is ontstaan door erosie van de Roode Beek. Later heeft zich op die plek löss (Laagpakket van Schimmert) afgezet. Het gebied heeft een lichte glooiing, bepaald door later gevormde flauwe lössglooiingen en beekdalen. Zij strekt zich in Nederland uit van Jabeek en Bingelrade in het noordwesten, de noordoostelijke helft van Brunssum in het zuiden, Schinveld in het midden en verder ligt een deel in Duitsland. Ook de Schinveldse Bossen liggen in het bekken van de Roode Beek.
Aan de noordoostzijde wordt het bekken begrensd door de Geilenkirchener Lehmplatte, aan de zuidoostzijde door het Plateau van Nieuwenhagen en aan de westzijde door het Plateau van Doenrade. Aan de zuidwestzijde wordt het bekken begrensd door de Feldbissbreuk die zorgt voor een duidelijk hoogteverschil.
Het bekken vormt de bovenloop van de Roode Beek en zijn zijrivieren, waaronder de Rodebach met Ruscherbeek, de Merkelbekerbeek, de Quabeek en andere beekjes.
In het bekken vormt de Steenberg Emma-Hendrik een kunstmatige heuvel die ontstaan is als steenberg van de nabijgelegen kolenmijnen.